# Torneo Apertura 2014 (El Salvador)
El Torneo Apertura 2014 fue el 33.eɽ torneo corto que se jugó en la Primera División de El Salvador desde la creación del formato de dos campeonatos por año, uno de Apertura y uno de Clausura. El equipo campeón del torneo anterior y defensor del título para este torneo fue el A.D. Isidro Metapán.
Al igual que años anteriores la liga comprendió 10 equipos compitiendo en formato de todos contra todos en dos vueltas de visita recíproca, haciendo un total de 18 partidos por equipo. Los cuatro mejores equipos al final de la temporada regular tomarían parte de las semifinales enfrentándose 1.º contra 4.º y 2.º contra 3.º.

## Ascenso y descenso
| Pos | Descendido de Primera División 2013/14 |
| --- | -------------------------------------- |
| 10º | L.A. Firpo                             |

| Pos | Ascendido de la Segunda División 2013/14 |
| --- | ---------------------------------------- |
| 1º  | Pasaquina FC                             |

## Equipos participantes
| Equipo                      | Ciudad         | Entrenadores             | Estadio                              | Capacidad |
| --------------------------- | -------------- | ------------------------ | ------------------------------------ | --------- |
| C.D. Águila                 | San Miguel     | Daniel Messina           | Estadio Juan Francisco Barraza       | 11.000    |
| Alianza F.C.                | San Salvador   | Alejandro Curbelo        | Estadio Cuscatlán                    | 54.000    |
| C.D. Atlético Marte         | San Salvador   | Guillermo Rivera         | Estadio Cuscatlán                    | 54.000    |
| C.D. Dragón                 | San Miguel     | Roberto Gamarra          | Estadio Juan Francisco Barraza       | 11.000    |
| C.D. FAS                    | Santa Ana      | Alberto Castillo         | Estadio Óscar Quiteño                | 16.000    |
| A.D. Isidro Metapán         | Metapán        | Jorge Rodríguez          | Estadio Jorge "Calero" Suárez        | 10.000    |
| C.D. Juventud Independiente | San Juan Opico | Ramón Sánchez            | Complejo Deportivo de San Juan Opico | 4.000     |
| Pasaquina FC                | Pasaquina      | Jorge García             | Estadio Jose Ramon Flores Berrios    | 3.000     |
| Santa Tecla F.C.            | Santa Tecla    | Osvaldo Escudero         | Estadio Las Delicias                 | 3.000     |
| C.D. UES                    | San Salvador   | William Renderos Iraheta | Estadio Universitario                | 10.000    |

### Pasaquina FC
Tras haber ganado el repechaje al Once Lobos el pasaquina es el nuevo benjamin de la liga mayor de fútbol.
El club ganó el Apertura 2013 y después de no poder ganar el título del Clausura 2014 significó que el club estaría obligado a jugar en el repechaje de promoción contra Once Lobos a doble partido, que ganó 2-1 Pasaquina permitiendo al club a ganar el ascenso a la Primera División para el primera vez en su historia.
debutó el 2 de agosto con el Santa Tecla, el partido terminó en empate a 1-1, con gol de Leandro Cabral siendo así el primer gol del club en primera.

## Sistema de competencia
El torneo comprende una primera fase en la que los equipos jugarán bajo el sistema todos contra todos a visita recíproca. Los equipos que ocupen los cuatro primeros lugares en la tabla de posiciones clasificarán a la segunda fase.
En la segunda fase se disputarán las semifinales del torneo, en el que el primer lugar de la tabla de posiciones jugará contra el cuarto, y el segundo contra el tercero. Los partidos serán a visita recíproca, y los dos primeros lugares decidirán si juegan de local o visitante en la primera fecha. En caso de igualdad en puntos y goles de diferencia en los juegos de la semifinal, pasará a la final del torneo el equipo que haya ocupado la mejor posición en la tabla. La final se jugará a partido único, y de persistir la igualdad tras los noventa minutos, habrá tiempo extra y en última instancia los tiros desde el punto penal.

### Fase de Eliminación Directa
La segunda fase del torneo consiste en una eliminación directa (semifinales) a dos partidos entre los cuatro clubes mejor clasificados del torneo regular de la forma:
- Primer lugar (1°) vs. Cuarto Lugar (4°)
- Segundo lugar (2°) vs. Tercer lugar (3°)

En esta fase clasifican los ganadores de la serie particular, definidos primero por el resultado global - suma de los dos resultados - y en caso de empate en este, por la mejor posición en la tabla de la fase regular - favoreciendo a 1° y 2° -.
La Final se realiza en un único partido en campo neutral - generalmente el Estadio Cuscatlán - siendo campeón el equipo que se imponga al otro una vez finalizados los 90 minutos reglamentarios, prórroga o lanzamientos desde el punto penal según corresponda.

## Tabla de posiciones
| Pos. | Equipo                 | Pts. | PJ | PG | PE | PP | GF | GC | Dif |
| ---- | ---------------------- | ---- | -- | -- | -- | -- | -- | -- | --- |
| 1°   | Santa Tecla            | 30   | 18 | 8  | 6  | 4  | 20 | 15 | +5  |
| 2°   | Águila                 | 29   | 18 | 8  | 5  | 5  | 15 | 11 | +4  |
| 3°   | FAS                    | 28   | 18 | 7  | 7  | 4  | 18 | 11 | +9  |
| 4°   | Isidro Metapan (C)     | 28   | 18 | 7  | 7  | 4  | 20 | 19 | +1  |
| 5°   | Juventud Independiente | 21   | 18 | 7  | 4  | 7  | 26 | 24 | +2  |
| 6°   | Dragón                 | 22   | 18 | 7  | 4  | 7  | 20 | 18 | +2  |
| 7°   | UES                    | 21   | 18 | 6  | 6  | 6  | 17 | 15 | +2  |
| 8°   | Alianza                | 19   | 18 | 5  | 6  | 7  | 18 | 20 | -2  |
| 9°   | Atlético Marte         | 15   | 18 | 3  | 7  | 8  | 19 | 23 | -4  |
| 10°  | Pasaquina              | 10   | 18 | 3  | 6  | 9  | 12 | 29 | -17 |

Pts = Puntos; PJ = Partidos Jugados; G = Partidos Ganados; E = Partidos Empatados; P = Partidos Perdidos;
GF = Goles Anotados; GC = Goles Recibidos; Dif = Diferencia de gol
|  |                                                 |
|  | Cuatro primeros lugares jugarán la seminifinal. |
|  | Desciende a Segunda División.                   |

## Calendario

### Fase de clasificación
| 2/8 | Ramon Flores Berrios    | Pasaquina FC           | 1-1 | Santa Tecla FC |       |
| 2/8 | Juan Francisco Barraza  | Dragon                 | 1-0 | FAS            |       |
| 3/8 | Jorge Suárez Landaverde | Metapan                | 2-2 | Atlético Marte | 1,181 |
| 3/8 | Jorge 'Mágico' González | Alianza                | 0-3 | C.D Águila     |       |
| 3/8 | Complejo Deportivo      | Juventud Independiente | 1-5 | UES            |       |

| 9/8  | Juan Francisco Barraza | CD Águila      | 1-0 | Metapan                |  |
| 9/8  | Estadio Universitario  | UES            | 2-3 | Alianza                |  |
| 10/8 | Estadio Las Delicias   | Santa Tecla    | 4-2 | Juventud Independiente |  |
| 10/8 | Quiteño                | FAS            | 2-1 | Pasaquina              |  |
| 10/8 | Cuscatlan              | Atlético Marte | 1-2 | Dragon                 |  |

| 17/9 | Juan Francisco Barraza  | Águila                 | 1-0 | UES            |  |
| 17/9 | Jorge 'Mágico' Gonzales | Alianza                | 2-1 | Santa Tleca    |  |
| 17/9 | Complejo Deportivo      | Juventud Independiente | 4-2 | FAS            |  |
| 17/9 | Ramon Flores Berrios    | Pasaquina              | 0-3 | Atlético Marte |  |
| 17/9 | Jorge Suárez Landaverde | Metapan                | 3-2 | Dragón         |  |

| 16/8 | Estadio Universitario  | UES            | 0-1 | Metapan                |  |
| 16/8 | Quiteño                | Fas            | 0-0 | Alianza                |  |
| 16/8 | Juan Francisco Barraza | Dragon         | 4-0 | Pasaquina              |  |
| 17/8 | Las Delicias           | Santa Tecla    | 2-1 | Águila                 |  |
| 17/8 | Cuscatlan              | Atlético Marte | 2-1 | Juventud Independiente |  |

| 23/8 | Estadio Universitario   | UES                    | 1-0 | Santa Tecla    |  |
| 23/8 | Juan Francisco Barraza  | Águila                 | 0-0 | FAS            |  |
| 24/8 | Jorge 'Mágico' Gonzales | Alianza                | 1-0 | Atlético Marte |  |
| 24/8 | Complejo Deportivo      | Juventud Independiente | 5-2 | Dragon         |  |
| 24/8 | Jorge Suárez Landaverde | Metapan                | 2-0 | Pasaquina      |  |

| 1/10 | Quiteño                | FAS            | 2-2 | UES                    |  |
| 1/10 | Las Delicias           | Santa Tecla    | 2-2 | Metapan                |  |
| 1/10 | Cuscatlan              | Atlético Marte | 0-0 | Águila                 |  |
| 1/10 | Juan Francisco Barraza | Dragon         | 0-0 | Alianza                |  |
| 1/10 | Ramon Flores Berrios   | Pasaquina      | 1-1 | Juventud Independiente |  |

| 21/9 | Las Delicias            | Santa Tecla | 0-0 | FAS                    |  |
| 21/9 | Estadio Universitario   | UES         | 2-1 | Atlético Marte         |  |
| 21/9 | Juan Francisco Barraza  | Águila      | 1-0 | Dragon                 |  |
| 21/9 | Jorge 'Mágico' Gonzales | Alianza     | 3-0 | Pasaquina              |  |
| 21/9 | Jorge Suárez Landaverde | Metapan     | 0-0 | Juventud Independiente |  |

| 28/9 | Complejo Deportivo      | Juventud Independiente | 2-1 | Alianza     |  |
| 28/9 | Jorge Suárez Landaverde | Metapan                | 0-0 | FAS         |  |
| 28/9 | Cuscatlan               | Atlético Marte         | 0-1 | Santa Tecla |  |
| 28/9 | Juan Francisco Barraza  | Dragon                 | 0-0 | UES         |  |
| 28/9 | Ramon Flores Berrios    | Pasaquina              | 1-0 | Águila      |  |

| 4/10 | Quiteño                 | 'FAS        | 1-0 | Atlético Marte         |  |
| 4/10 | Las Delicias            | Santa Tecla | 2-1 | Dragon                 |  |
| 4/10 | Estadio Universitario   | UES         | 0-0 | Pasaquina              |  |
| 4/10 | Juan Francisco Barraza  | Águila      | 1-0 | Juventud Independiente |  |
| 4/10 | Jorge 'Mágico' Gonzales | Alianza     | 0-1 | Metapan                |  |

| 11/10 | Juan Francisco Barraza | Águila         | 1-0 | Alianza                |  |
| 11/10 | Estadio Universitario  | 'UES           | 2-0 | Juventud Independiente |  |
| 11/10 | Las Delicias           | Santa Tecla    | 0-0 | Pasaquina              |  |
| 11/10 | Quiteño                | FAS            | 0-1 | Dragon                 |  |
| 11/10 | Cuscatlan              | Atlético Marte | 1-2 | Metapan                |  |

| 18/10 | Jorge Suárez Landaverde | Metapan                | 1-1 | Águila         |  |
| 18/10 | Jorge 'Mágico' Gonzales | Alianza                | 3-1 | UES            |  |
| 18/10 | Complejo Deportivo      | Juventud Independiente | 1-0 | Santa Tecla    |  |
| 18/10 | Ramon Flores Berrios    | Pasaquina              | 0-1 | FAS            |  |
| 18/10 | juan Francisco Barraza  | Dragon                 | 0-0 | Atlético Marte |  |

| 22/10 | Estadio Universitario  | UES            | 1-0 | Águila                 |  |
| 22/10 | Las Delicias           | Santa Tecla    | 0-0 | Alianza                |  |
| 22/10 | Quiteño                | FAS            | 0-0 | Juventud Independiente |  |
| 22/10 | Cuscatlan              | Atlético Marte | 2-0 | Pasaquina              |  |
| 22/10 | Juan Francisco Barraza | Dragon         | 0-0 | Metapan                |  |

| 25/10 | Jorge Suárez Landaverde | Metapan                | 0-0 | UES            |  |
| 25/10 | Juan Francisco Barraza  | Águila                 | 0-1 | Santa Tecla    |  |
| 25/10 | Jorge 'Mágico' Gonzales | Alianza                | 0-2 | FAS            |  |
| 25/10 | Ramon Flores Berrios    | Pasaquina              | 2-1 | Dragon         |  |
| 25/10 | Complejo Deportivo      | Juventud Independiente | 3-1 | Atlético Marte |  |

| 2/11 | Las Delicias           | Santa Tecla    | 0-0 | UES                    |  |
| 2/11 | Quiteño                | FAS            | 2-0 | Águila                 |  |
| 2/11 | Cuscatlan              | Atlético Marte | 2-2 | Alianza                |  |
| 2/11 | Juan Francisco Barraza | Dragon         | 1-0 | Juventud Independiente |  |
| 2/11 | Ramon Flores Berrios   | Pasaquina      | 2-3 | Metapan                |  |

| 8/11 | Jorge Suárez Landaverde | Metapan                | 1-2 | Santa Tecla    |  |
| 8/11 | Estadio Universitario   | UES                    | 0-1 | FAS            |  |
| 8/11 | Juan Francisco Barraza  | Águila                 | 2-2 | Atlético Marte |  |
| 8/11 | Jorge 'Mágico' Gonzales | Alianza                | 1-2 | Dragon         |  |
| 8/11 | Complejo Deportivo      | Juventud Independiente | 4-0 | Pasaquina      |  |

| 15/11 | Quiteño                | FAS                    | 0-1 | Santa Tecla | 3,631 |
| 15/11 | Cuscatlan              | Atlético Marte         | 0-0 | UES         |       |
| 15/11 | Juan Francisco Barraza | Dragon                 | 1-2 | Águila      |       |
| 15/11 | Ramon Flores Berrios   | Pasaquina              | 2-2 | Alianza     |       |
| 15/11 | Complejo Deportivo     | Juventud Independiente | 2-1 | Metapan     |       |

| 23/11 | Jorge 'Mágico' Gonzales | Alianza     | 0-0 | Juventud Independiente |       |
| 23/11 | Quiteño                 | FAS         | 4-0 | Metapan                | 2,574 |
| 23/11 | Las Delicias            | Santa Tecla | 3-1 | Atlético Marte         |       |
| 23/11 | Estadio Universitario   | UES         | 1-0 | Dragon                 |       |
| 23/11 | Juan Francisco Barraza  | Águila      | 0-0 | Pasaquina              |       |

| 30/11 | Cuscatlan               | Atlético Marte         | 1-1 | FAS         | 2,115 |
| 30/11 | Jun Francisco Barraza   | Dragon                 | 2-0 | Santa Tecla |       |
| 30/11 | Ramon Flores Berrios    | Pasaquina              | 2-0 | UES         |       |
| 30/11 | Complejo Deportivo      | Juventud Independiente | 0-1 | Águila      |       |
| 30/11 | Jorge Guarez Landaverde | Metapan                | 1-0 | Alianza     |       |

### Fase final
|  | Semifinales                      | Semifinales                      | Semifinales                      |      |                | Final          | Final          |  |
|  | 6/Dic (Ida) 13 y 14/Dic (Vuelta) | 6/Dic (Ida) 13 y 14/Dic (Vuelta) | 6/Dic (Ida) 13 y 14/Dic (Vuelta) |      |                | 21/Dic (Final) | 21/Dic (Final) |  |
|  |                                  |                                  |                                  |      |                |                |                |  |
|  |                                  |                                  |                                  |      |                |                |                |  |
|  | Santa Tecla                      | 0                                | 1                                |      |                |                |                |  |
|  | Santa Tecla                      | 0                                | 1                                |      |                |                |                |  |
|  | Isidro Metapan                   | 0                                | 2                                |      |                |                |                |  |
|  | Isidro Metapan                   | 0                                | 2                                |      | Isidro Metapan | 1(3)           |                |  |
|  |                                  |                                  |                                  |      | Isidro Metapan | 1(3)           |                |  |
|  |                                  |                                  | Águila                           | 1(2) |                |                |                |  |
|  | Águila                           | 0                                | Águila                           | 1(2) | 1              |                |                |  |
|  | Águila                           | 0                                |                                  |      | 1              |                |                |  |
|  | FAS                              | 0                                | 0                                |      |                |                |                |  |
|  | FAS                              | 0                                | 0                                |      |                |                |                |  |
|  |                                  |                                  |                                  |      |                |                |                |  |

| Bandera de El Salvador            |
| Campeón Isidro Metapan 10° título |

## Premios y reconocimientos

### Hombre Gol - El Gráfico
| Pos. | Nac.                   | Jugador           | Equipo            | G  |  |
| ---- | ---------------------- | ----------------- | ----------------- | -- |  |
| 1.   | Bandera de Panamá      | Nicolas Muños     | Metapan           | 10 |  |
| 2.   | Bandera de El Salvador | Irvin Valdez      | Juv Independiente | 9  |  |
| 2.   | Bandera de Honduras    | Williams Reyes    | Dragón            | 9  |  |
| 3.   | Bandera de El Salvador | Dannis Ramírez    | Atlético Marte    | 6  |  |
| 4.   | Bandera de Uruguay     | Jesus Toscanini   | Alianza           | 5  |  |
| 5.   | Bandera de Brasil      | Cleber Dos Santos | Dragón            | 4  |  |
| 5.   | Bandera de El Salvador | David Rugamas     | Juv Independiente | 4  |  |
| 5.   | Bandera de Panamá      | Gabriel Rios      | UES               | 4  |  |
| 5.   | Bandera de Jamaica     | Garrick Gordon    | UES               | 4  |  |
| 5.   | Bandera de El Salvador | Gilberto Baires   | Águila            | 4  |  |

### Guante de Oro - El Gráfico
| Pos. | Nac.                   | Jugador          | Equipo            | Prom. |  |
| ---- | ---------------------- | ---------------- | ----------------- | ----- |  |
| 1.   | Bandera de El Salvador | Luis Contreras   | Fas               | 0.40  |  |
| 2.   | Bandera de El Salvador | Benji Villalobos | Águila            | 0.61  |  |
| 3.   | Bandera de El Salvador | Felipe Amaya     | Dragón            | 0.63  |  |
| 4.   | Bandera de El Salvador | Derby Carrillo   | Santa Tecla       | 0.71  |  |
| 5.   | Bandera de El Salvador | Oscar Arroyo     | Alianza           | 0.93  |  |
| 6.   | Bandera de El Salvador | Dennis Salinas   | Atlético Marte    | 1.00  |  |
| 7.   | Bandera de El Salvador | Jasir Deras      | UES               | 1.08  |  |
| 8.   | Bandera de El Salvador | Julio Martines   | Juv Independiente | 1.13  |  |
| 9.   | Bandera de El Salvador | Henry Hernández  | Metapan           | 1.14  |  |
| 10.  | Bandera de El Salvador | Rafael Fuentes   | Pasaquina         | 1.18  |  |

- El premio se entrega conforme a lo indicado en el Reglamento Hombre Gol - El Gráfico

Fuente:El Gráfico Archivado el 3 de julio de 2014 en Wayback Machine..